# Propstsprengel Eisenach-Erfurt
Der Propstsprengel Eisenach-Erfurt war eine Untergliederung der Evangelischen Kirche in Mitteldeutschland. In den insgesamt fünf Propstsprengeln, auch Sprengel oder Propsteien genannt, waren mehrere Kirchenkreise zu einem gemeinsamen Aufsichtsbezirk zusammengefasst, dem ein Propst vorstand; es gab aber keine gemeinsame Verwaltung und auch keine Synode wie auf der Ebene der Kirchenkreise. 

## Gebiet und Gliederung
Das Gebiet des Propstsprengels umfasste das westliche und nordwestliche Thüringen. Er bestand aus folgenden Kirchenkreisen:
- Bad Frankenhausen-Sondershausen
- Eisenach-Gerstungen
- Erfurt
- Gotha
- Mühlhausen
- Südharz
- Waltershausen-Ohrdruf

Bei seiner Gründung umfasste der Propstsprengel auch den Kirchenkreis Sömmerda. Als dieser sich 2010 mit dem Kirchenkreis Eisleben zusammenschloss, der zum Propstsprengel Halle-Wittenberg gehörte, wechselte das Gebiet in jenen Propstsprengel.

## Geschichte
Der Propstsprengel war einer von zweien der EKM, in denen Kirchenkreise aus beiden Vorgängerkirchen zusammengefasst waren. 
Die Vorläufige Kirchenleitung der damals noch zur Evangelischen Kirche der altpreußischen Union gehörenden Kirchenprovinz Sachsen beschloss im Januar 1946, die drei Generalsuperintendenturen als Aufsichtsbezirke durch sieben Propsteien (1947 kam eine achte dazu) zu ersetzen. Im Regierungsbezirk Erfurt waren dies die Propsteien Erfurt (mit dem Gebiet der heutigen Kirchenkreise Erfurt und Henneberger Land sowie dem Südteil des heutigen Kirchenkreises Eisleben-Sömmerda) und Südharz (mit Sitz in Nordhausen und dem Gebiet der heutigen Kirchenkreise Mühlhausen und Südharz). Die beiden Propsteien wurden 1994 zur Propstei Erfurt-Nordhausen vereint. 
Auch in der Evangelisch-Lutherischen Kirche in Thüringen wurden 1946 vier Aufsichtsbezirke gebildet, für die Oberkirchenräte aus dem Landeskirchenamt als Visitatoren beauftragt wurden. Es waren die Aufsichtsbezirke Ost (mit Sitz in Gera), Mitte (mit Sitz in Weimar), West (mit Sitz in Gotha) und Süd (mit Sitz in Meiningen). Der Aufsichtsbezirk Mitte wurde 1998 aufgelöst und sein Gebiet auf die drei anderen Aufsichtsbezirke aufgeteilt. Seitdem gehörten zum  Aufsichtsbezirk West die Kirchenkreise Apolda-Buttstädt, Bad Frankenhausen-Sondershausen, Eisenach-Gerstungen, Gotha, Waltershausen-Ohrdruf und Weimar.
Der Propstsprengel Eisenach-Erfurt wurde provisorisch zum 1. April 2009 und endgültig zum 1. Januar 2013 durch Zusammenlegung der Propstei Erfurt-Nordhausen mit vier Kirchenkreisen des thüringischen Aufsichtsbezirks West gebildet. Er hatte seinen Sitz in Eisenach. Propst (Regionalbischof) war zuletzt Christian Stawenow.
Zum 1. Januar 2022 wurde der Propstsprengel mit den Propstsprengeln Gera-Weimar und Meiningen-Suhl zum Bischofssprengel Erfurt vereinigt.

## Pröpste bzw. Visitatoren

### Erfurt
- 1946–1948: Gerhard Gloege
- 1948–1950: Gottfried Hein
- 1950–1973: Walter Verwiebe
- 1973–1994: Heino Falcke

### Südharz
- 1946–1956: Fritz Führ
- 1956–1975: Johannes Hoffmann[3]
- 1975–1985: Rolf Stubbe
- 1986–1994: Joachim Jaeger

### Erfurt-Nordhausen
- 1994–2000: Joachim Jaeger
- 2000–2010: Elfriede Begrich

### Aufsichtsbezirk West
- 1946–1963: Oskar Ziegner
- 1963–1975: Hans Kühlke
- 1975–1988: Walter Saft
- 1988–1998: Burkhard Schröter
- 1998–2000: Peter Zimmermann (zuvor Visitator des Aufsichtsbezirk Mitte)
- 2000–2009: Reinhard Werneburg

### Eisenach-Erfurt
- 2010–2013: Reinhard Werneburg
- 2013–2021: Christian Stawenow